# Главы Вологды
| Имя                                  | Годы жизни                     | Вступление в должность   | Уход из должности      | Название должности                    |
| ------------------------------------ | ------------------------------ | ------------------------ | ---------------------- | ------------------------------------- |
| Рыбников, Максим Иванович            | ок. 1739—1795                  | 2 января 1786            | декабрь 1789           | Городской голова                      |
| Колесов, Матфей (Матвей) Федорович   | ок. 1743—?                     | 1 января 1790            | 1792                   | Городской голова                      |
| Митрополов, Гаврила Андреевич        | ок. 1735—1809                  | 1793 (?)                 | январь 1796            | Городской голова                      |
| Шапкин, Василий Алексеевич           | ок. 1757—?                     | 10 сентября 1796         | декабрь 1798           | Городской голова                      |
| Митрополов, Стефан (Степан) Иванович | ок. 1758—?                     | 1 января 1796            | декабрь 1807           | Городской голова                      |
| Сумкин, Александр Дмитриевич         | ок. 1766—?                     | 1 января 1808            | январь 1811            | Городской голова                      |
| Немиров, Василий Александрович       | 1787—1833                      | 15 января 1811           | декабрь 1813           | Городской голова                      |
| Ягодников, Иван Петрович             | ок. 1758—1830                  | 1 января 1814            | декабрь 1816           | Городской голова                      |
| Витушешников, Осип (Иосиф) Иванович  | ок. 1756—1818                  | 1 января 1817            | 24 июня 1818           | Городской голова                      |
| Митрополов, Стефан (Степан) Иванович | ок. 1758—?                     | 30 декабря 1818          | январь 1820            | Городской голова                      |
| Окатов, Федор Федорович              | ок. 1768—?                     | 18 января 1820           | декабрь 1822           | Городской голова                      |
| Ягодников, Петр Петрович             | 1763 — ок. 1830                | 2 января 1823            | январь 1826            | Городской голова                      |
| Скулябин, Николай Иванович           | 1791—1851                      | 15 января 1826           | декабрь 1828           | Городской голова                      |
| Витушешников, Афанасий Осипович      | ок. 1797 — ок. 1847            | 1 января 1829            | декабрь 1831           | Городской голова                      |
| Окатов, Фёдор Фёдорович              | ок. 1768—?                     | 1 марта 1832             | декабрь 1834           | Городской голова                      |
| Скулябин, Николай Иванович           | 1791—1851                      | 1 января 1835            | декабрь 1837           | Городской голова                      |
| Витушешников, Афанасий Осипович      | ок. 1797 — ок. 1847            | 1 января 1838            | январь 1841            | Городской голова                      |
| Грудин, Василий Иванович             | ок. 1787—?                     | 10 января 1841           | декабрь 1843           | Городской голова                      |
| Витушешников, Алексей Осипович       | ок. 1799 — 1870-е              | 9 января 1844            | декабрь 1846           | Городской голова                      |
| Колесов, Василий Алексеевич          | ок. 1785—1849                  | 1 января 1847            | 13 января 1849         | Городской голова                      |
| Скулябин, Николай Иванович           | 1791—1851                      | 1 января 1850            | 15 мая 1851            | Городской голова                      |
| Грудин, Василий Иванович             | ок. 1787—?                     | 19 июня 1851             | ноябрь 1852            | Городской голова                      |
| Витушешников, Алексей Осипович       | ок. 1799 — 1870-е              | ноябрь 1852              | ноябрь 1855            | Городской голова                      |
| Белозеров, Николай Александрович     | 1809—1870                      | 29 ноября 1855           | декабрь 1858           | Городской голова                      |
| Сарафанов, Николай Яковлевич         | ок. 1801—?                     | 1859                     | ноябрь 1861            | Городской голова                      |
| Белозеров, Павел Александрович       | 1812—1880                      | 27 ноября 1861           | ноябрь 1864            | Городской голова                      |
| Леденцов, Семен Алексеевич           | ок. 1813—?                     | 26 ноября 1864           | январь 1868            | Городской голова                      |
| Волков, Павел Евстратьевич           | 1821—1869                      | не позднее января 1868   | не ранее октября 1868  | Городской голова                      |
| Каменщиков, Степан Степанович        | ок. 1833—1892                  | не позднее марта 1869    | не ранее февраля 1871  | Городской голова                      |
| Зубов, Николай Николаевич            | ок. 1836—1870-е                | 26 мая 1871              | 28 сентября 1871       | Городской голова                      |
| Волков, Александр Евстратьевич       | 1816—1889                      | 21 ноября 1871           | декабрь 1874           | Городской голова                      |
| Сорокин, Александр Васильевич        | 1816—1895                      | 20 февраля 1875          | февраль 1883           | Городской голова                      |
| Киселев, Николай Никитич             | ок. 1837—?                     | 6 февраля 1883           | июнь 1883              | Городской голова                      |
| Леденцов, Христофор Семенович        | 1842—1907                      | 9 сентября 1883          | 14 мая 1887            | Городской голова                      |
| Быков, Федор Корнилович              | 1840—?                         | 1 июня 1887              | 7 октября 1892         | Городской голова                      |
| Лавдовский, Павел Николаевич         | ок. 1826—?                     | 7 октября 1892           | 18 мая 1893            | Городской голова                      |
| Николай Волков                       | 1854—?                         | 18 мая 1893              | июнь 1905              | Городской голова                      |
| Клушин, Иван Федорович               | 1859—?                         | не ранее 21 декабря 1905 | 22 января 1907         | Городской голова                      |
| Сергей Яковлев                       | 1862—?                         | 31 января 1907           | 14 марта 1911          | Городской голова                      |
| Николай Волков                       | 1854—?                         | 25 июня 1911             | август 1916            | Городской голова                      |
| Овечкин, Федор Николаевич            | ок. 1863—?                     | сентябрь 1916            | 1 сентября 1917        | Городской голова                      |
| Александров, Алексей Авксентьевич    | 1876—?                         | 1 сентября 1917          | 27 июня 1918           | Городской голова                      |
| Элиава, Шалва Зурабович              | 1883—1937                      | 15 марта 1917            | 17 апреля 1918         | Председатель горсовета (горисполкома) |
| Осокин, Александр Николаевич         | 1888—?                         | не ранее 15 июня 1918    | 4 июля 1918            | Председатель горсовета (горисполкома) |
| Романов, Вениамин Флегонтович        | ?                              | 1918                     | 1919                   | Председатель горсовета (горисполкома) |
| Смирнов, Николай Александрович       | 1890—?                         | апрель 1919              | сентябрь 1919          | Председатель горсовета (горисполкома) |
| Смирнов, Николай Александрович       | 1890—?                         | ноябрь 1921              | сентябрь 1922          | Председатель горсовета (горисполкома) |
| Мальцев, Александр Васильевич        | 1882—1942                      | 20 сентября 1919         | апрель 1921            | Председатель горсовета (горисполкома) |
| Голосилов, Николай Кельсиевич        | 1889—?                         | 20 мая 1921              | 20 ноября 1921         | Председатель горсовета (горисполкома) |
| Украинцев, Александр Павлович        | 1886—?                         | сентябрь 1922            | май 1923               | Председатель горсовета (горисполкома) |
| Березин, Дмитрий Ефимович            | 1892—?                         | 10 мая 1923              | не ранее сентября 1924 | Председатель горсовета (горисполкома) |
| Маслов, Федор Кузьмич                | 1885—?                         | конец 1924               | 11 июля 1927           | Председатель горсовета (горисполкома) |
| Савинов, Константин Иванович         | 1880—?                         | 11 июля 1927             | 1 февраля 1928         | Председатель горсовета (горисполкома) |
| Савинов, Константин Иванович         | 1880—?                         | август 1928              | март 1929              | Председатель горсовета (горисполкома) |
| Низовцев, Николай Феодосиевич        | ок. 1896—1937                  | 1 февраля 1928           | июнь 1928              | Председатель горсовета (горисполкома) |
| Кравченко, Феодосий Григорьевич      | 1885—?                         | 15 марта 1929            | июль 1929              | Председатель горсовета (горисполкома) |
| Федотов, Сергей Антипьевич           | ?                              | июль 1929                | 29 августа 1930        | Председатель горсовета (горисполкома) |
| Шалюпа, Михаил Павлович              | 1895—?                         | 29 августа 1930          | не ранее 11 марта 1931 | Председатель горсовета (горисполкома) |
| Крейвис, Михаил Тадеушевич           | 1899—?                         | 14 апреля 1931           | 15 января 1932         | Председатель горсовета (горисполкома) |
| Лысов, Петр Васильевич               | 1896—1981                      | 15 января 1932           | декабрь 1934           | Председатель горсовета (горисполкома) |
| Богданов, Владимир Самсонович        | 1900—?                         | декабрь 1934             | 27 мая 1937            | Председатель горсовета (горисполкома) |
| Баранов, Николай Андреевич           | ?                              | 27 мая 1937              | 19 ноября 1937         | Председатель горсовета (горисполкома) |
| Кундин, Иван Алексеевич              | 1899—1957                      | 20 ноября 1937           | 7 февраля 1938         | Председатель горсовета (горисполкома) |
| Зародов, Александр Николаевич        | 1905—1959                      | 7 февраля 1938           | 14 сентября 1943       | Председатель горсовета (горисполкома) |
| Марков, Анатолий Семёнович           | 1904—?                         | 14 сентября 1943         | 27 июля 1945           | Председатель горсовета (горисполкома) |
| Гоглев, Семён Иванович               | 1911—1969                      | 27 июля 1945             | 18 января 1955         | Председатель горсовета (горисполкома) |
| Гоглев, Семён Иванович               | 1911—1969                      | 23 ноября 1956           | 30 октября 1962        | Председатель горсовета (горисполкома) |
| Крот, Иван Пантелеевич               | 1907—1985                      | 18 января 1955           | 23 ноября 1956         | Председатель горсовета (горисполкома) |
| Клюев, Николай Васильевич            | 1917 — …                       | 30 октября 1962          | 17 марта 1967          | Председатель горсовета (горисполкома) |
| Парменов, Владимир Дмитриевич        | 1922—1984                      | 17 марта 1967            | 12 апреля 1984         | Председатель горсовета (горисполкома) |
| Плеханов, Алексей Николаевич         | 1945—2022                      | 12 апреля 1984           | 26 мая 1987            | Председатель горсовета (горисполкома) |
| Любимов, Николай Михайлович          | 1940 — …                       | 26 мая 1987              | 4 марта 1989           | Председатель горсовета (горисполкома) |
| Карманов, Виктор Алексеевич          | 1943 — …                       | 4 марта 1989             | 11 мая 1990            | Председатель горсовета (горисполкома) |
| Ершов, Евгений Ильич                 | 1935 — …                       | 11 мая 1990              | 1 ноября 1993          | Председатель горсовета (горисполкома) |
| Тарасов, Вячеслав Иванович           | 1948 — …                       | 12 мая 1990              | 22 марта 1991          | Председатель горсовета (горисполкома) |
| Упадышев, Борис Валерьевич           | 1948 — …                       | 13 ноября 1991           | 4 января 1994          | Глава города Вологды                  |
| Курочкин, Александр Владимирович     | 1952 — …                       | 4 января 1994            | 11 мая 1995            | Глава города Вологды                  |
| Якуничев, Алексей Сергеевич          | 1953—2016                      | 11 мая 1995              | 5 июля 2008            | Глава города Вологды                  |
| Горобцов, Валентин Михайлович        | 24 марта 1956 — 3 августа 2024 | 5 июля 2008              | 31 октября 2008        | Исполняющий полномочия Главы          |
| Шулепов, Евгений Борисович           | 8 июня 1958                    | 1 ноября 2008            | 26 сентября 2016       | Глава города Вологды                  |
| Сапожников, Юрий Владимирович        | 20 сентября 1975 — …           | 26 сентября 2016         | по настоящее время     | Глава города Вологды                  |
| Травников, Андрей Александрович      | 1 февраля 1971 — …             | 7 ноября 2016            | 6 октября 2017         | Мэр Вологды                           |
| Воропанов, Сергей Александрович      | 29 февраля 1980 — …            | 24 ноября 2017           | 21 марта 2024          | Мэр Вологды                           |
| Накрошаев, Андрей Николаевич         | 7 октября 1984 — …             | 25 марта 2024            | по настоящее время     | Исполняющий обязанности мэра Вологды  |